# Confucianisme

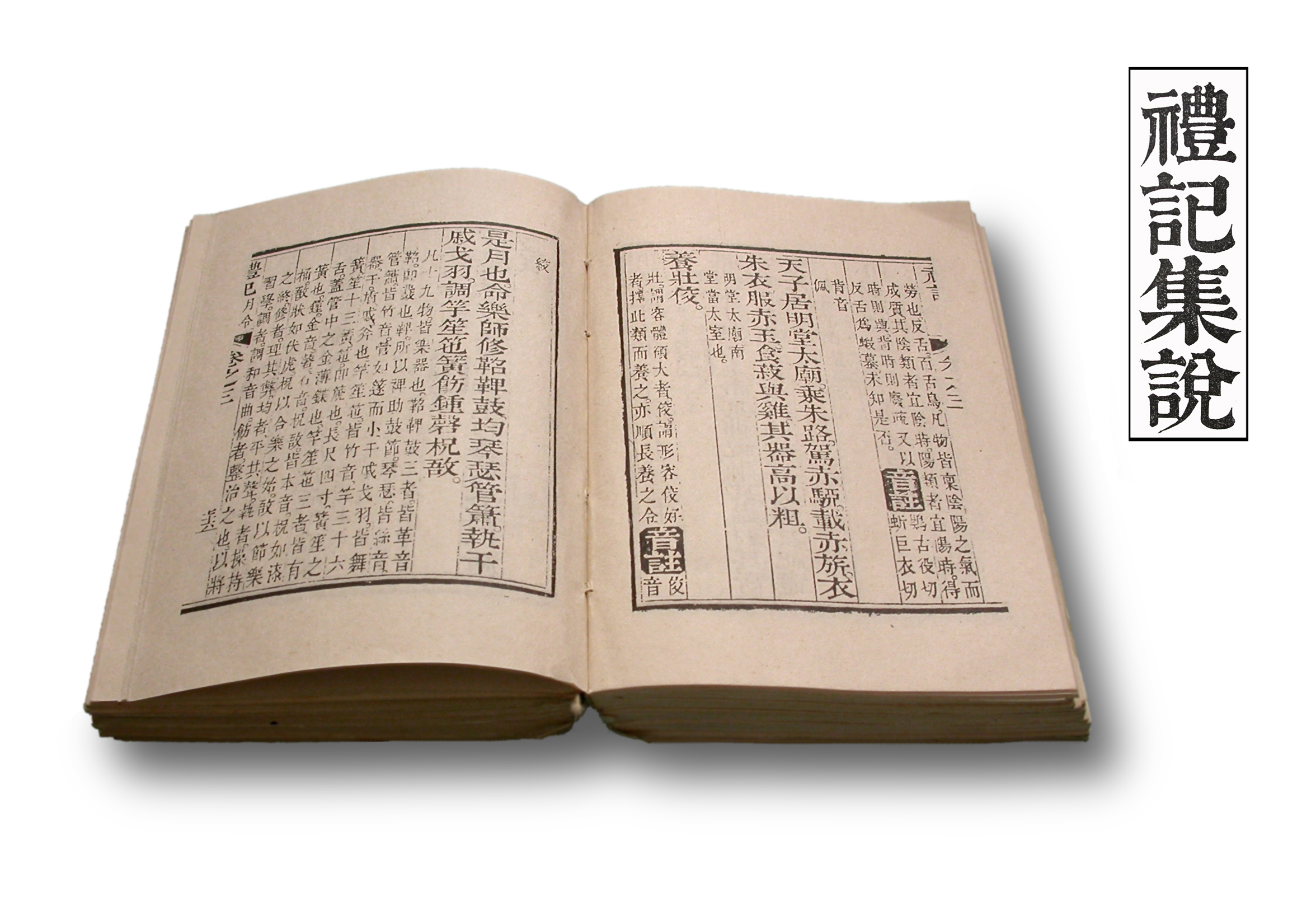
El Liji, un dels llibres "clàssics" del confucianisme

El confucianisme o rujia (en xinès: 儒家, pinyin: rújiā, 'escola dels lletrats' i més tard rúxué, 儒學, 'ensenyament dels lletrats') és un conjunt de doctrines filosòfiques, morals i polítiques que es van desenvolupar a la Xina durant més de dos mil·lennis a partir de l'obra atribuïda al filòsof Kongzi (551-479 aC), conegut a Occident sota el nom llatinitzat de Confuci.
El confucianisme ha influït profundament el pensament i la cultura xineses, en la qual impregna tots els àmbits de la vida, des de l'actitud davant l'existència, fixant els models de vida i pautes de valor social, fins a proporcionar la base de les teories polítiques i institucionals d'aquest estat.
Es va establir com a doctrina d'estat al segle ii aC i, posteriorment, es va reelaborar metafísicament al segle xi amb el nom de daoxuejia, 'escola de l'estudi del tao' (o neoconfucianisme), i s'estengué fins a Corea, el Vietnam i el Japó.

## Desenvolupament
Encara que el confucianisme va arribar a ser la ideologia oficial de l'estat xinès, mai ha existit com una religió establerta amb una Església i un clergat. Més que crear una nova religió, Confuci va intentar la recuperació dels rituals i valors ancestrals xinesos de cara a la reforma moral de la societat en la qual va viure. Els erudits xinesos van lloar Confuci com a gran mestre i savi, però mai el van adorar com un déu. Confuci tampoc no es va proclamar a si mateix una divinitat. A diferència d'altres tradicions, els temples erigits en honor de Confuci no eren llocs on grups organitzats es reunien per lloar-lo, sinó edificis públics dissenyats per a cerimònies anuals, en particular l'aniversari del filòsof. Diversos intents per a divinitzar Confuci i guanyar prosèlits al confucianisme van fracassar a causa de la naturalesa secular de la seva filosofia.
Aquest pensament es va formar durant un llarg període que abasta les èpoques de Primaveres i Tardors i el període dels Regnes Combatents (segles VII al III aC). Quan la Xina va ser reunificada pel Primer Emperador Qin (221 aC), ja era una doctrina perfectament formada i definida, amb molts seguidors i un gran corpus textual. El confucianisme sobrevisqué la seva supressió durant la dinastia Qin, en la qual es van cremar obres i es van assassinar mestres confucians, gràcies en part al descobriment d'obres clàssiques ocultes a les parets de la casa d'un erudit.
Amb la dinastia Han (202 aC -220 dC), el confucianisme pren el cos d'escola filosòfica i impregna tots els àmbits de la vida xinesa; l'estudi de les obres clàssiques del confucianisme va esdevenir la base del sistema d'exàmens imperials i del pla educatiu. Aquesta evolució es va produir de manera gradual; durant les primeres dècades dels Han, no existia una gran diferència entre els confucians i els taoistes, especialment entre el cos de funcionaris. No obstant això, seria la doctrina confuciana la que molt aviat hi adquiriria preponderància, fins al punt de convertir-se en religió oficial i trobar la màxima expressió en la reglamentació del sistema d'exàmens per al reclutament de funcionaris governamentals estructurat sobre la base de les sis obres clàssiques de la doctrina d'aquesta escola. Això ho va posar en pràctica l'emperador Wu-ti (dinastia Han) l'any 135 aC.
Una contribució important per a la consolidació del confucianisme va ser la que van fer dos eminents savis del segle ii, Ma Jung i el seu deixeble Cheng Hsien, elaborant una sèrie de comentaris sobre el conjunt dels llibres clàssics, per tal de donar-li coherència doctrinal. Cap a l'any 175 dC, es van inscriure els textos clàssics en 46 taules de pedra per tal que el poble s'instruís. El confucianisme va aconseguir mantenir-se fins i tot durant el temps en què els invasors d'origen turc o mongol van establir les seves pròpies dinasties al nord de la Xina (304-581 dC), a causa principalment de la garantia d'estabilitat social confuciana i per la gran admiració que despertava en els conqueridors la cultura xinesa d'aquella època. Es considera que el màxim apogeu del confucianisme es produeix durant les dinasties Sui (581-618 dC) i Tang (618-907 dC), ja que durant un temps, des de la caiguda de la segona dinastia Han fins a la dinastia Tang, la societat va estar més dominada pel budisme i el taoisme que no pas pel confucianisme.
Després de la seva reformulació com a neoconfucianisme per Zhu Xi al segle xi, amb Wang Yangming i altres neoconfucianistes, també es va acceptar com a filosofia d'estat a Corea, Japó i al Vietnam. Corea, amb la dinastia Chosun, es va declarar "estat confucianitzat". Al Japó, el confucianisme va penetrar al segle xv. Els emperadors Tokugawa li van donar suport quan van arribar al poder a l'inici del segle xviii per tal d'assegurar el seu domini de tendència feudal.
La caiguda de la monarquia (1911-12) va comportar el declivi de les tradicions del confucianisme. D'altra banda, amb la instauració el 1949 de la República Popular de la Xina, després d'haver defenestrat la figura de Confuci, considerat el causant de les desgràcies sofertes pel poble xinès durant els últims segles, es va produir un intent de rehabilitació separant la seva doctrina de la interpretació posterior que se li va donar. El confucianisme, però, va sobreviure a Taiwan, Hong Kong i Macau i entre els xinesos emigrants.
La major part d'autors especialitzats coincideixen a dir que, en l'actualitat, a la Xina s'està produint una creixent popularitat del pensament religiós confucià. Aquest fet s'evidencia per la restauració dels temples de Confuci i la presència de rituals commemoratius per tot l'estat, la difusió general de la lectura dels clàssics confucians a l'escola tant entre infants com entre adults, i la proliferació d'instituts confucians. Tot això proporciona un contrapès als dos principals corrents culturals presents al país; per una banda, la ideologia comunista tradicional basada en la combinació de marxisme-leninisme-maoisme, suport del règim actual i, per altra, el liberalisme impulsat per la creixent intel·lectualitat i la difusió del cristianisme.
Mentre que alguns autors qualifiquen aquesta renaixença com a construcció d'un fonamentalisme confucià promocionat pel mateix govern per fer front a la influència de la cultura occidental, altres autors qualifiquen la recuperació del pensament i la filosofia tradicional xinesa de matriu confuciana com una reacció positiva per a l'evolució política de la Xina.

## El pensament confucià
Les tesis principals de Confuci es poden resumir en dues: que la bondat es pot ensenyar i, per tant, aprendre i que la societat només pot estar en pau i harmonia si està guiada des de la saviesa. La idea central del confucianisme és el ren, traduït habitualment per 'humanitat', 'benevolència', 'bondat'. És sinònim d'excel·lència de caràcter, en el sentit del comportament que l'ésser humà ha de mostrar per tal de promoure una comunitat humana desenvolupada a nivell ètic. El ren es concreta a «estimar totes les persones com un mateix» (Analectes, 15, 23) i està basat en el respecte a cadascú segons el seu rang i funció. Per al confucianisme, és un valor tan difícil d'aconseguir que, en el seu grau més perfecte, es creu que només hi van arribar els savis de l'època mitològica.
L'altra idea important n'és el li, que significa 'les formes' i s'aplica a normes rituals i té a veure amb la moral. El li és un conjunt de convencions que regulen les relacions entre les persones i el desenvolupament de les cerimònies; és un codi de conducta que busca una actitud mental correcta que es materialitzi en un comportament correcte, per exemple, del pare cap al fill o del súbdit cap al sobirà.
El ren juntament amb el li, el zhong (lleialtat a la veritable naturalesa), el shu (altruisme o reciprocitat), el xiao (pietat filial), el yi (el deure), el rang (cedir el pas) i el xin (sinceritat) representen els pilars bàsics del confucianisme. En les relacions humanes, el ren es manifesta en el zhong com a fidelitat a un mateix i als altres, i en el shu, o altruisme, millor expressat en la regla d'or del confucianisme: No facis als altres el que no vulguis que et facin a tu mateix. Altres valors virtuosos importants en el confucianisme són l'honradesa, la decència, la integritat i la devoció filial.
Per al confucianisme, el cultiu d'aquestes virtuts organitza la vida social. Malgrat que l'aprenentatge i l'evolució n'és a nivell individual, el camí de la vida no es fa en solitari perquè tothom està connectat amb els altres; a nivell de família, barri, escola, societat o nació. Per això, el xiao o pietat filial basada en l'obediència organitza les relacions entre tots els membres de la societat. Cada membre del grup té respecte als altres una relació en la qual és part feble el yin i en la qual pot ser part forta el yang. El pare és yang per al seu fill, que li deu obediència i submissió, de la mateixa manera que la dona és yin respecte al seu marit o els joves davant dels ancians. En el vèrtex de la piràmide, hi ha l'emperador, que és yang per als seus súbdits, que són yin, encara que al seu torn és yin respecte del Cel, del qual en última instància depèn. Aquest sistema de relacions situa els individus en posicions febles o fortes depenent amb qui es mesuren, de manera que ningú és completament yin ni completament yang, sinó que en cada ésser humà es realitza una unió d'oposats, fins i tot pel que fa a la seva posició familiar i social.
La doctrina confuciana sempre insisteix en la moral personal i del governant, la cortesia en les relacions socials, en la justícia i la sinceritat. És per això que, per a alguns autors com Needham o Zaehner, el confucianisme és en realitat només una forma d'ètica. No obstant això, la seva dimensió moral és tant àmplia, abastant política i religió, que altres autors creuen que no se'l pot reduir a un sistema moral. Entre aquests, hi ha els que el consideren més aviat una tradició religiosa de caràcter humanista (Taylor i Küng), ja que assenyalen que la relació de la humanitat amb el Cel i el mandat del Cel són el nucli metafísic sobre els quals giren la resta de paràmetres.
En educació, Confuci donà suport a la teoria, notable per al període feudal en què va viure, resumida en el principi: en educació, no hi ha diferència de classes (Analectes, 15,39). La qüestió és que el ren i el li s'aprenen, no es tenen per la pertinença a un grup especial com podria ser la noblesa; per això, es valora menys el llinatge que l'aprenentatge. Aquesta idea, força revolucionària, de la substitució de la noblesa de sang per la noblesa de la virtut, va obtenir més endavant gran admiració per part de pensadors europeus i americans com Voltaire, F. Quesnay, Leibniz, C. Wolff, M. Tindal i H. G. Greel.
En el pla polític, Confuci defensava un govern paternalista en què el sobirà fos benèvol i honorable i els súbdits respectuosos i obedients. L'estadista ha de conrear la perfecció moral per donar bon exemple a la gent. Un exemple comú que utilitza el confucianisme és el del mal governant que condueix el seu poble a la ruïna mitjançant la seva conducta. El mal govern contraria l'ordre natural i viola el Mandat del Cel. El governant que es condueix així perd la legitimitat i pot ser-ne deposat per un altre que rebrà aquest mandat. El cultiu d'un mateix es veu com el fonament de l'harmonia familiar i, al seu torn, l'harmonia familiar fa de fonament del govern de l'estat. Tothom, des del més poderós almenys influent, estan obligats a participar activament en l'esforç de la millora moral de la societat.

### Culte als avantpassats
Els confucians eren practicants d'un culte que girava al voltant de l'adoració als avantpassats i de poders entre els quals el Cel era el més clar. El "Senyor del més alt" (shangdi), que a vegades és esmentat, n'era la figura més arcaica. Quan apareix en els textos dels Quatre Llibres, el Cel és un poder superior, que no està ni personalitzat ni tan separat del món. No és una figura passiva, car d'aquest provenen els mandats i les accions, però no és un déu del tipus judeocristià. El 'Senyor del més alt' apareix com una divinitat suprema en els ossos endevinatoris de la dinastia Zhou. Els textos confucians l'esmenten de vegades quan es remunten a èpoques dels antics.
Aquest culte als avantpassats té una gran importància. Implica la creença que les ànimes dels difunts poden beneficiar o castigar els seus descendents. Per al pensament tradicional xinès, els avantpassats es preocupaven de la família i dels seus camps i pertinences, i se'ls guanyava per mitjà de les ofrenes realitzades per l'hereu de la família, en alguns casos, les famílies extenses d'un mateix llogaret aixecaven temples als avantpassats per fer ofrenes solemnes a la primavera i tardor. Hi havia en cada llar, des del palau del mateix rei fins a la més humil barraca camperola, una cambra o armari anomenat "temple dels avantpassats", on es guarden reverentment unes tauletes de fusta a les quals s'inscrivien els noms dels pares difunts, avis i més remots avantpassats. En dates preestablertes, es posaven ofrenes de fruita, vi i carns preparades davant les tauletes, en què es creia que els esperits ancestrals feien el seu estatge de descans temporal. El culte funerari es convertia en un mitjà de cohesió familiar, grupal i fins i tot imperial per mitjà dels sacrificis als avantpassats. La seva evolució posterior el va convertir en un ritu cívic simbòlic. Tanmateix, ni Confuci ni Menci parlen d'aquesta forma del culte. Un altre element important n'és el rei o emperador, també anomenat el Fill del Cel. Ell seria qui fa de mitjancer entre el Cel i les persones. El governant xinès té el mandat i, amb aquest, l'autoritat per a celebrar ritus.

### Harmonia amb el cosmos

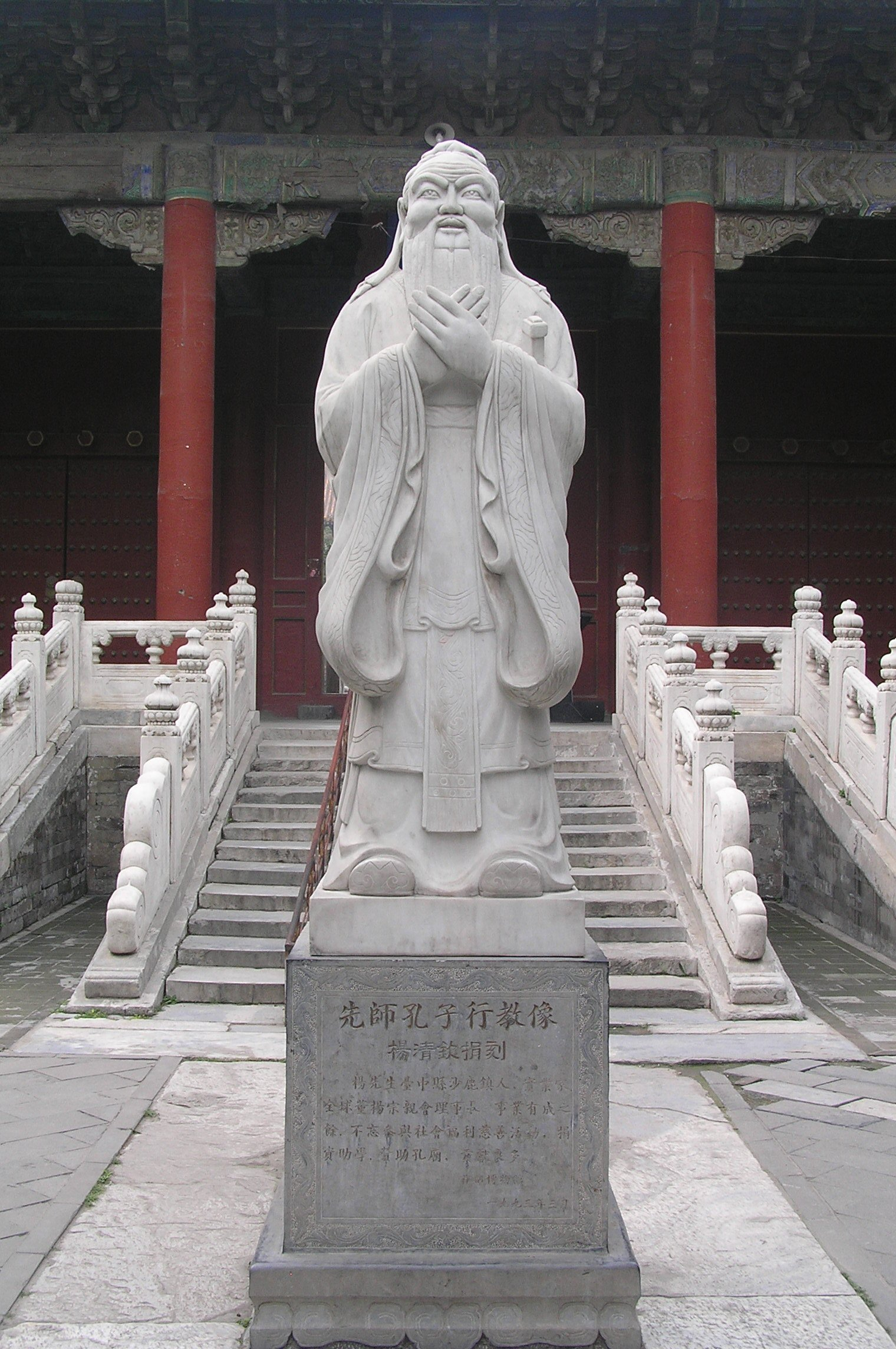
Estàtua d'un temple confucianista

Els confucianistes, coincidint amb la major part dels seus contemporanis, veuen el cosmos com una cosa harmònica que regula les estacions, la vida animal, la vegetal i la humana. Si aquesta harmonia es trastornés, comportaria greus conseqüències. El confucianisme parteix de la tesi de la continuïtat de l'ésser lligada a la idea de formar un sol cos amb el Cel, la Terra i la munió de coses, com a part integrant del procés còsmic. S'assumeix el cos com a part integrant del món natural connectat amb aquest. Els éssers humans estan inevitablement connectats amb la natura, com a lloc adequat per a la seva existència. Mitjançant el cultiu d'un mateix, l'ésser humà es converteix en administrador de l'ordre natural i contribueix a la santedat de la Terra.
Per tant, l'ésser humà ha d'harmonitzar-se amb el cosmos, és a dir, estar d'acord amb allò ordenat pel Cel. Per això, cal l'autoperfeccionament mitjançant la introspecció i l'estudi. Si l'ésser humà ho aconsegueix, tindrà coneixement de si mateix i dels desitjos del Cel, cosa que li servirà per a desenvolupar el seu li, és a dir, la rectitud i les bones formes interioritzades. El li és útil per a desenvolupar el ren i la pràctica del ren suposa les virtuts de la "lleialtat" el "perdó", la "fidelitat" i la "compassió". Si la persona té ren, podrà fàcilment practicar la justícia, els bons principis, anomenats yi.

### El model de virtuts
En el confucianisme, yi s'oposa a li, i és aquest últim de diferent to i grafia al li anteriorment esmentat, que significa 'ritus' o 'cerimònia'. El li oposat a yi significa 'benefici', 'guany', la qual cosa suposa allunyament de la generositat que exigeix el ren. La persona que practica les virtuts esmentades és un junzi, una persona ideal o exemplar. Sovint, es tradueix com a 'senyor' o 'persona superior', i de vegades com a 'persona exemplar'. El terme ve de les classificacions jeràrquiques que denotaven els nobles i cavallers. Junzi era un terme usat per Confuci per a descriure la seva persona ideal, l'ésser humà virtuós que cultiva els valors morals. Per a Confuci, les funcions de l'estratificació social del govern se sostenien per valors ètics, per això el junzi és el model a seguir. S'oposa a shunin, els plebeus. Tanmateix, en el confucianisme, el terme ressalta la superioritat moral, sense relació amb l'origen social de la persona. El junzi seria educat i just, la virtut li seria inherent i sempre estaria en el Just Mitjà, que indica la necessitat de moderació en tot. A més, el junzi coneix i respecta els mandats del Cel, i coneix també el seu propi mandat.
El confucianisme sosté que hi ha poques persones exemplars; per tant, oposat al junzi, hi ha la majoria o els xiaoren, literalment 'personetes'. En el confucianisme, els xiaoren són persones vulgars que no representen el millor de la humanitat. El xiaoren no comprèn el valor de les virtuts confucianes i només busca beneficis immediats, és egoista i no té en compte les conseqüències de les seves accions per a l'ordre general de les coses. Un exemple de xiaoren seria una persona centrada a gaudir dels plaers sensuals i emocionals o el polític ambiciós que està interessat només en el poder i la fama, i no es preocupa pels altres i pel benefici a llarg termini de la societat. A causa d'això, el junzi té la missió d'ocupar càrrecs públics per poder orientar la societat. La idea és que la seva virtut pura servirà de model i portarà d'altres a seguir el seu exemple. L'objectiu final és que el govern es comporti, de fet, com una família; la pietat filial promou l'harmonia i el junzi actua com un far per a la pietat. Aquest punt és important, ja que la burocràcia de la Xina posterior va arribar a identificar-se molt amb aquesta idea, i donà lloc a un gran esperit de servei a la societat en les bones èpoques. Tanmateix, en els temps de decadència, com van poder veure els europeus al segle xix, aquesta era principalment una doctrina seca i hipòcrita, molt lluny dels pensaments originals del confucianisme.

## La societat en el confucianisme

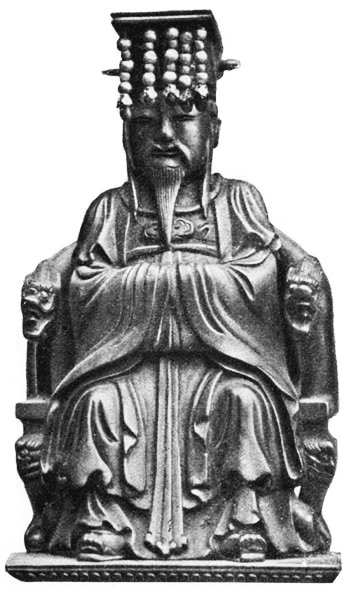
Estàtua de Confuci en bronze

El confucianisme veu solament l'ésser humà realitzat en tant que ésser social que ocupa un lloc i té un paper, no com un ésser aïllat. En la idea confuciana de la societat utòpica, la jerarquia no és només social, sinó també moral. A la Xina antiga, la família no era un nucli reduït, sinó un gran clan, en què molts dels seus membres vivien sota un mateix sostre, reconeixien un avantpassat comú i mantenien vincles amb altres grups del mateix origen.
Una família així era una prefiguració de l'estat. Per tant, la família era vista com un petit regne amb jerarquies, protocols i mètodes de govern, i l'estat com una gran família en la qual hi ha d'haver afectes, relacions i obligacions morals. En la família, els membres estan jerarquitzats mitjançant un complex sistema. Per al confucianisme, l'estima, l'amor i les relacions que hi havia entre els membres havien d'estar graduades segons cada persona, el seu lloc, etc. En conseqüència, hi havia termes per a significar l'amor pels pares o pietat filial (xiao), l'amor dels pares pels fills (ci), etc. L'aprenentatge de l'ésser humà exemplar s'iniciava en la família i difícilment podrà una persona governar l'estat si no pot governar primer la seva família.
Malgrat el que s'ha dit anteriorment, per a la filosofia confuciana, totes les persones són bàsicament de la mateixa naturalesa, independentment de la seva posició o lloc de naixement. Però no es poden mantenir com a iguals, ja que seria perjudicial per al bon funcionament social. El paper principal corresponia a l'emperador, encarnació vivent de la idea de l'ésser humà com a poder còsmic, que forma una trinitat amb el Cel i la Terra. Si les seves accions eren correctes i vivia en harmonia, la seva actuació repercutia en l'ordre còsmic. L'emperador s'entenia com el centre del món. És el sacerdot suprem i té com avantpassats mítics el Cel i la Terra. De fet, T'ien-tzu, 'Fill del Cel', és el títol imperial més antic. El monarca havia de seguir el mandat del Cel (T'ien-ming) i enfortir-se en la virtut per no desgastar aquesta força legitimadora que prové de l'exterior; per això, en el cas de no actuar correctament, era legítim invocar el mandat del Cel per enderrocar una dinastia que es creia corrupta. D'aquesta manera, en el pensament confucianista, l'autoritat estava limitada al bé comú.

## Mètodes del confucianisme
Els mitjans per a aconseguir la màxima excel·lència o zhi shan eren dos: l'educació i la introspecció, entesa com un mirar cap a dins, és a dir, el coneixement ple d'un mateix.
L'estudi de textos antics i de les lliçons dels savis i la natura és la base de la millora individual. El principal objectiu de l'educació confuciana és la formació del caràcter i el punt de partida i la inspiració per a la formació del caràcter és el cultiu d'un mateix. A més, serveix com a suport per la introspecció perquè la persona ha de veure què hi ha de bo dins d'ella i desenvolupar-lo. La bondat natural humana, capital en els ensenyaments de Menció, parteix del mateix principi que la bondat es troba dins de la persona i que ha de ser descoberta usant la introspecció. Així, un persona superior podrà obtenir ren i li.
També el confucianisme dona gran importància als ritus. En ser una forma de conservar el passat mític que va ser llegat, el confucianisme dona suport perquè se'ls segueixi practicant i els dona nous valors. Eren vistos com un símbol de jerarquia i poder. A més, són un mètode d'autodisciplina i domini d'un mateix, en fer que l'individu hagi de realitzar alguna cosa d'una manera precisa.
Els ritus garanteixen que la societat i l'estat funcionin correctament, ja que les accions del govern han de tenir ordre i jerarquia. Els ritus considerats principals són els de: coronacions, matrimonis, rituals de dol, sacrificis, festes i entrevistes. La coronació era una festa amb la qual s'honrava el fill en arribar als vint anys. També els ritus funeraris eren de summa importància, molt elaborats i molt variables pel que fa al detall de la durada, segons el rang i la relació amb el difunt. Els més impressionants de tots eren els rituals fúnebres per al pare. Una altra classe de ritus molt important eren els sacrificis, esmentats repetidament en els textos confucianistes, en què es donen instruccions per a l'apropiada celebració. Es tracta d'ofrenes d'aliments sense vessament de sang, per a expressar el culte reverent dels participants, una festa solemne per a honrar els esperits, als quals es convida i dels quals es creu que gaudeixen de la diversió. Es preparen carn i begudes de tota classe; hi ha música vocal i instrumental, i danses de pantomima. Els celebrants eren els caps de família, els senyors feudals i, principalment, els reis. També cal assenyalar els sacrificis que el poble acostumava a oferir als "esperits de la terra", és a dir, aquells que vetllaven sobre els camps de la localitat. Això formava part dels deures dels funcionaris més elevats, dels senyors feudals i del rei. Pregar privadament al Cel i cremar encens per a aquest era una manera vàlida de mostrar la pietat apropiada a la deïtat més gran. Això encara es practica, sobretot en nits de lluna plena.

### La rectificació dels noms
Per al confucianisme, la rectificació dels noms és el principi i la conseqüència de moltes de les seves idees. El seu fonament és el següent: les paraules tenen significats precisos i, per això, si es denomina una cosa amb un significant que no li correspon, es comet un error.
Aquesta idea es desenvolupa fins a arribar als temes que més interessen els confucians. Per exemple, si a un usurpador se l'anomena rei, es comet un error, ja que no és un veritable rei. El mateix succeeix si un rei legítim no es comporta com a tal. També aquesta idea val per a un pare que no es comporta com a pare, un fill que no es comporta com a fill, etc. Així, la rectificació dels noms es transforma en una eina per a corregir la societat i evitar que sigui enganyada.

## Cànon confucià
El corpus literari del confucianisme, que no es va acabar de fixar fins al segle xi, es compon dels textos coneguts com els Cinc Clàssics, els Quatre Llibres, així com dues obres sobre els ritus, Llibre del ritual i Ritus de Zhu, el Clàssic de la pietat filial i un grup de Comentaris als Annals de primaveres i tardors. La majoria de textos dels Cinc Clàssics es van crear abans de l'època de Confuci. Es consideren testimonis fidels de la cultura antiga i tracten de filosofia, política, religió, llegenda, història i poesia. El Chunqiu (Annals de primavera i tardor) es considera l'única obra recopilada pel mateix Confuci, és una crònica d'esdeveniments històrics esdevinguts a la Xina feudal des del segle viii aC fins a la mort de Confuci, a principis del segle v aC.